# Clathria heterotoxa
Clathria heterotoxa är en svampdjursart som först beskrevs av Jörn Hentschel 1929.  Clathria heterotoxa ingår i släktet Clathria och familjen Microcionidae.
Artens utbredningsområde är Vita havet. Inga underarter finns listade i Catalogue of Life.